# Eswatini Airlink
Eswatini Airlink (ex Swaziland Airlink), nome commerciale con cui opera la Swaziland Airlink (Pty) Ltd., è la compagnia aerea di bandiera dello Swaziland con sede a Manzini. Offre servizi di trasporto aereo collegando il territorio del distretto di Manzini con voli diretti all'Aeroporto Internazionale O.R. Tambo e tramite compagnie partner verso altre destinazioni.

## Storia

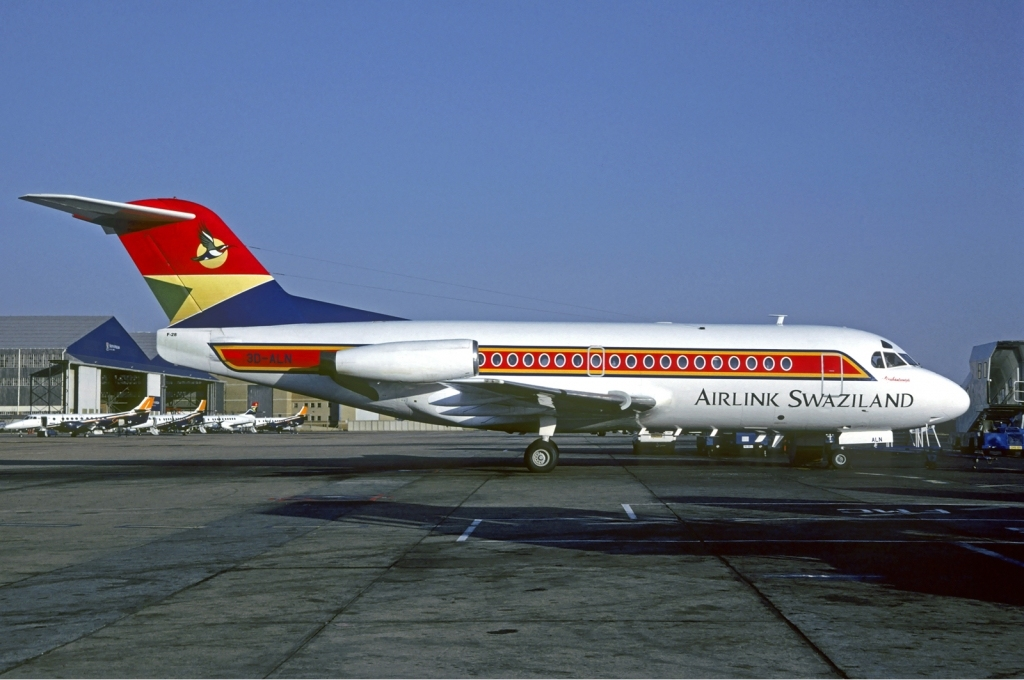
Il Fokker F28 in uso nei primi anni

Swaziland Airlink fu istituita tramite una joint venture tra il governo dello Swaziland (60%) e Airlink (40%) per rilevare le operazioni di Royal Swazi National Airways Corporation (RSNAC), la precedente compagnia di bandiera dello Swaziland. Swaziland Airlink iniziò ad operare dal luglio 1999 con un Fokker F28 acquisito in leasing dalla RSNAC collegando l'aeroporto di Matsapha con Johannesburg, Sudafrica e Dar es Salaam, Tanzania.
Nel giugno 2000, il Fokker F28 venne sostituito con un BAe Jetstream 41 con il quale operò fino all'acquisto di un Embraer ERJ 135LR.

## Flotta
All'agosto 2015 la flotta Eswatini Airlink era costituita dai seguenti velivoli: